# Valdearcos de la Vega
Valdearcos de la Vega ist ein nordspanisches Dorf und eine Gemeinde (municipio) mit 64 Einwohnern (Stand: 2024) in der Provinz Valladolid in der autonomen Region Kastilien-León.

## Lage
Valdearcos de la Vega liegt in der kastilischen Hochebene in einer Höhe von etwa 775 m. Die Provinzhauptstadt Valladolid befindet sich gut 50 Kilometer (Fahrtstrecke) westlich. Das Klima im Winter ist durchaus kalt, im Sommer dagegen warm bis heiß; die spärlichen Regenfälle (ca. 540 mm/Jahr) fallen verteilt übers ganze Jahr.

## Bevölkerungsentwicklung
| Jahr      | 1970 | 1981 | 1991 | 2001 | 2011 | 2021 |
| Einwohner | 267  | 188  | 170  | 136  | 118  | 52   |

## Sehenswürdigkeiten

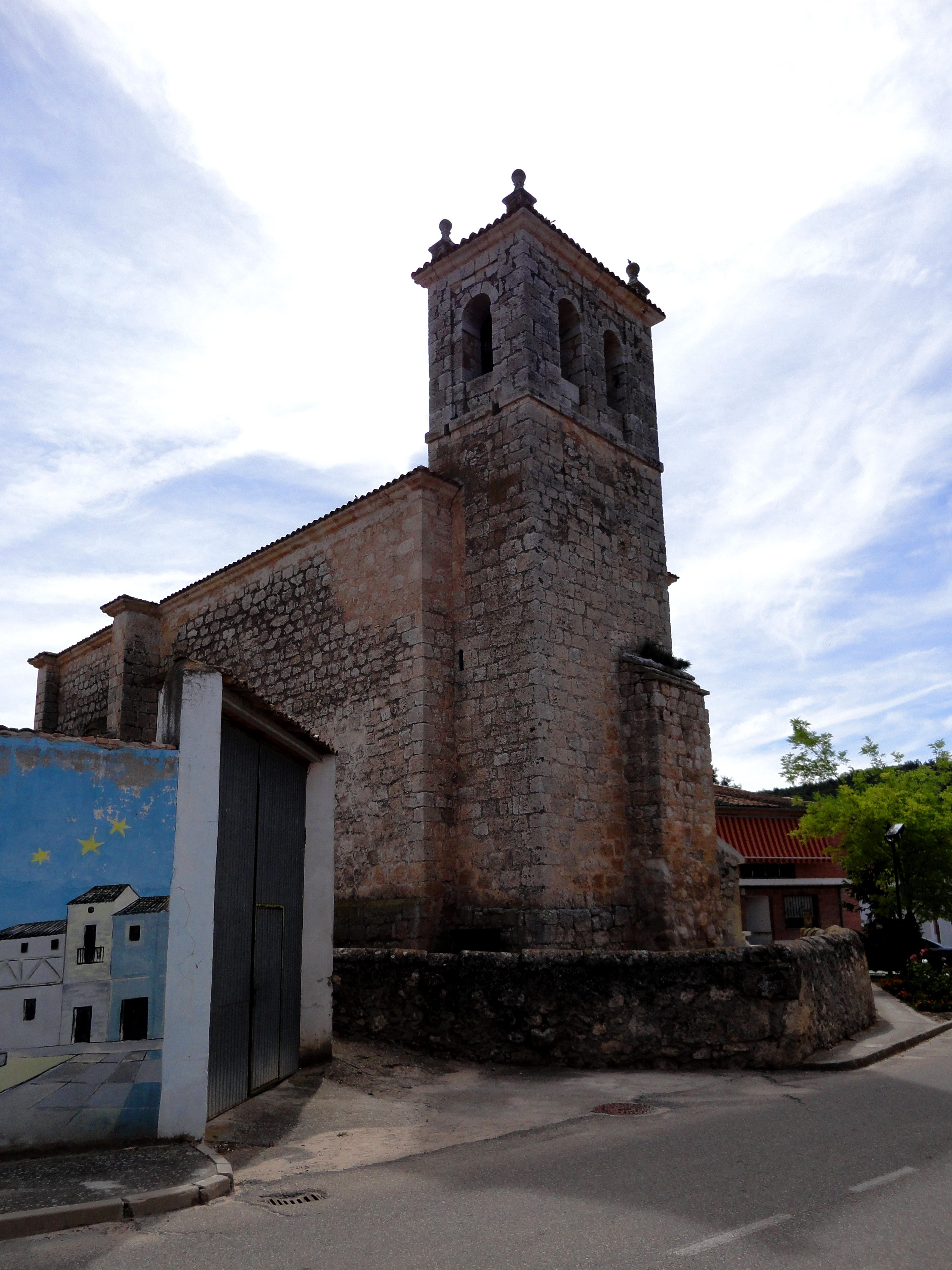
Kirche Mariä Himmelfahrt
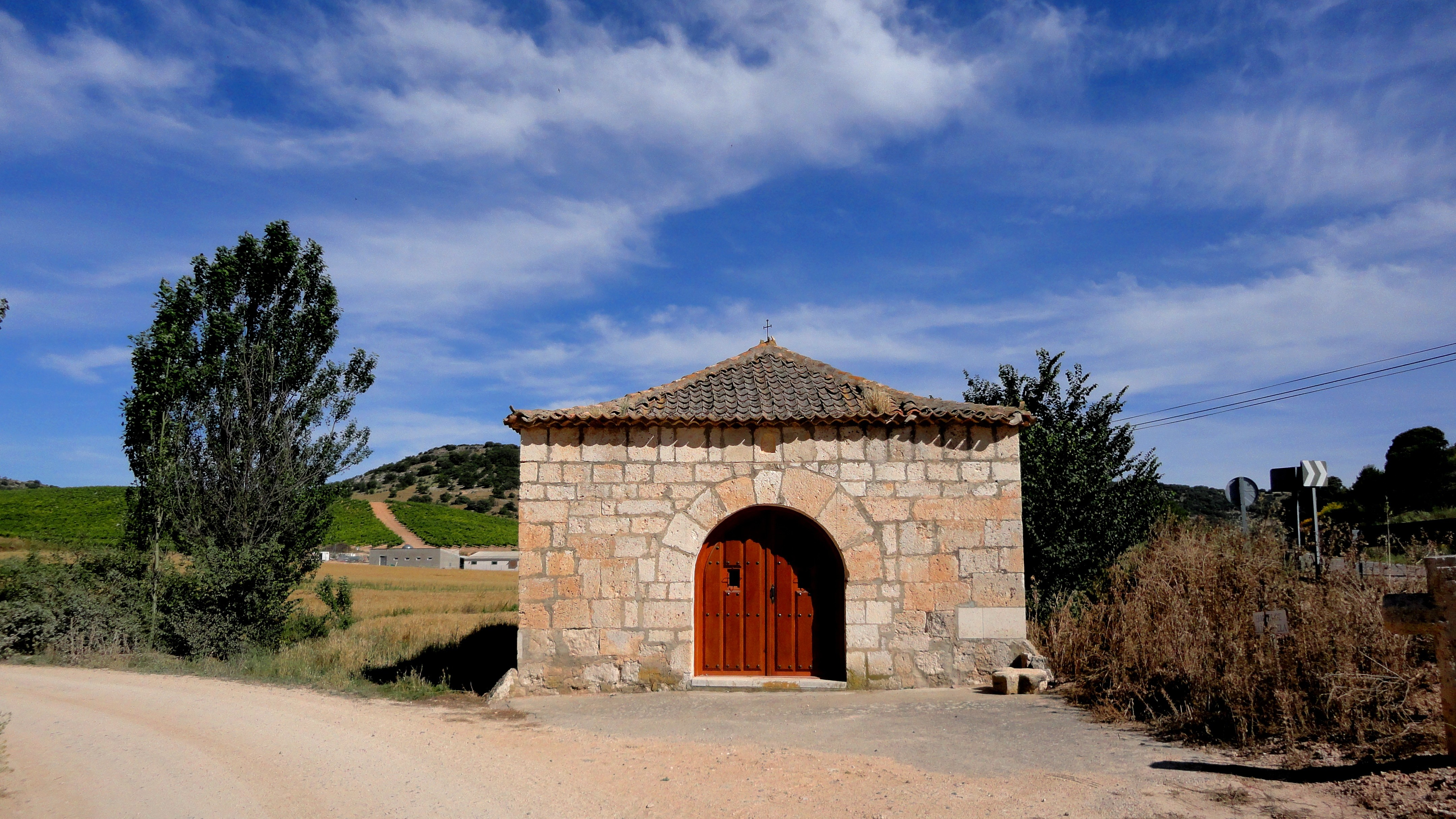
Marienkapelle
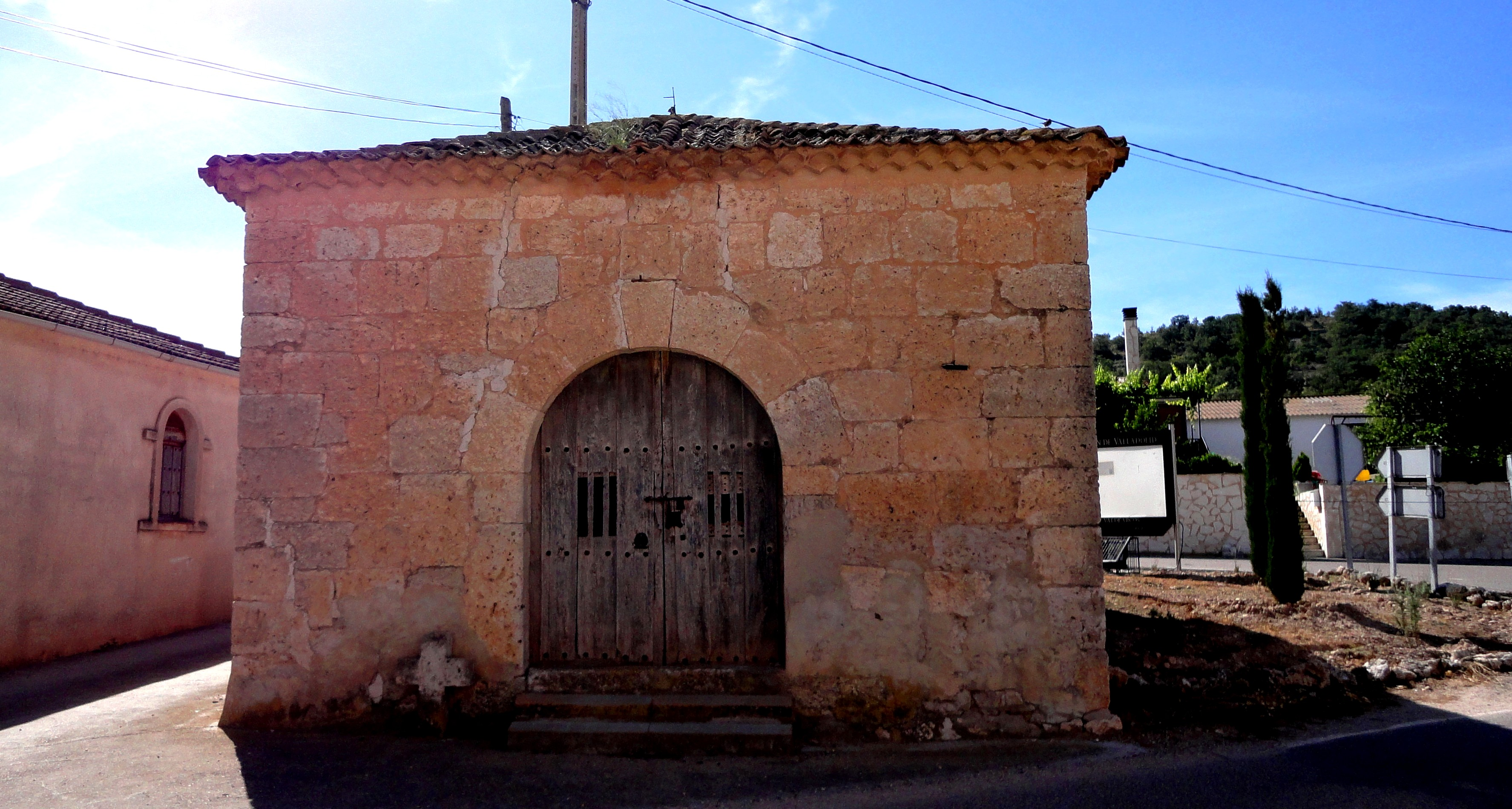
Christuskapelle
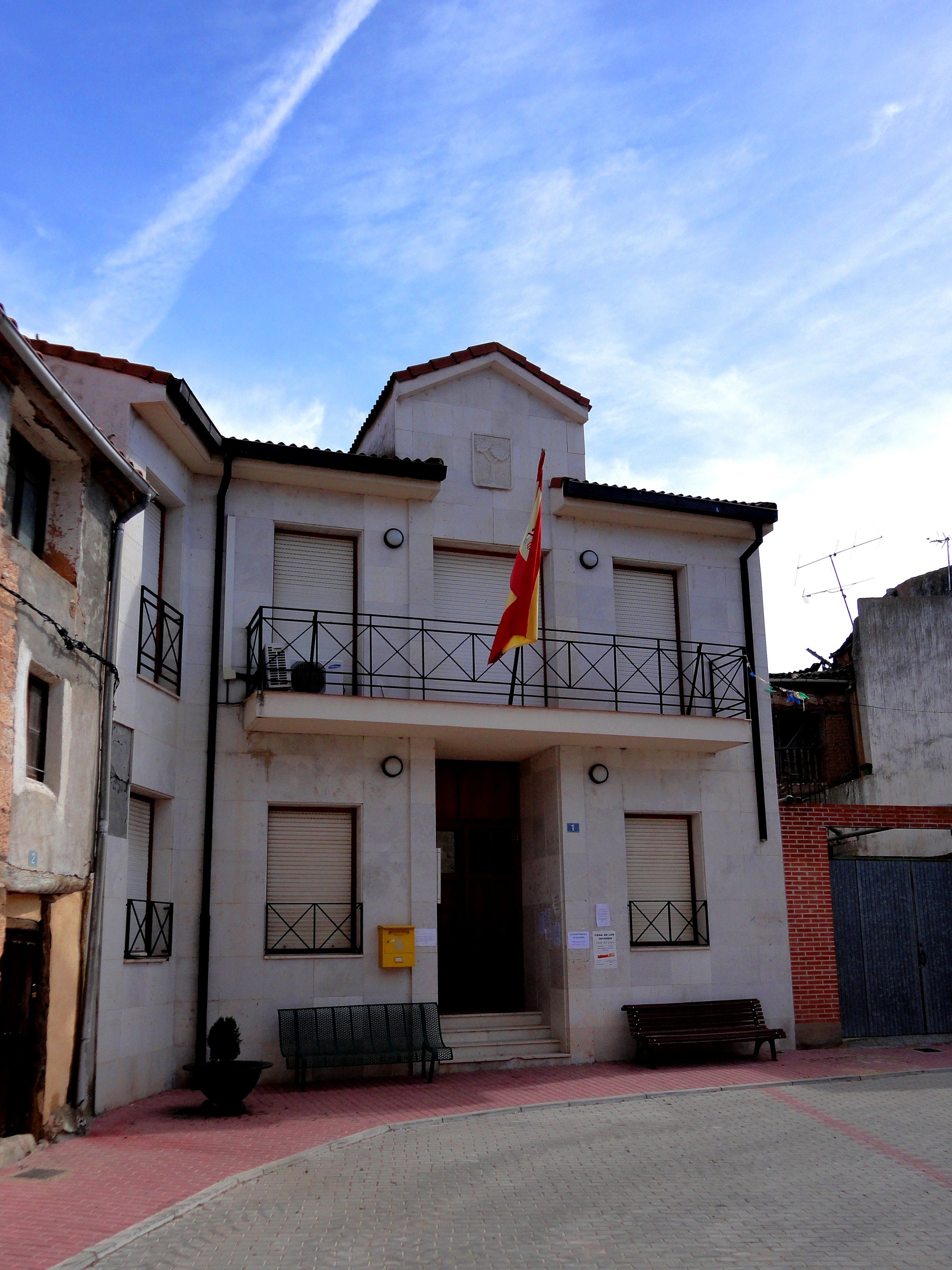
Rathaus

- Kirche Mariä Himmelfahrt
- Marienkapelle
- Christuskapelle
- Rathaus